# Путь вниз на восток
«Путь вниз на восток» (англ. Way Down East ) — американский чёрно-белый художественный фильм режиссёра Генри Кинга, снятый в 1935 году на студии Fox Film Corporation по мотивам пьесы Шарлотты Блэр Паркер.
Фильм является ремейком немого кино «Путь на Восток» (1920) режиссёра Дэвида Уорка Гриффита с Лиллиан Гиш в главной роли.
Премьера состоялась 25 октября 1935 г.

## Сюжет
Молодая девушка Анна Мур покидает свой дом в небольшой деревеньке в Новой Англии и едет к своим богатым родственникам в Бостон, где встречает некоего Леннокса Сандерсона, авантюриста и совратителя, вскружившего юной провинциалке голову. Под его натиском наивная девушка вступает с ним в фиктивный брак. Со временем Сандерсон, узнав о её беременности, оставляет Анну. Она вынуждена вернуться в своё захолустье, но родившийся младенец вскоре умирает, как умирает и мать Анны. Она остаётся совсем одна и начинает бродить по окрестностям в поисках хоть какой-нибудь работы.
Несчастная женщина находит место горничной у землевладельца Бартлетта. Дэвид, сын сквайра Бартлетта, влюбляется в неё. Но Анна Мур всячески противится его ухаживаниям, памятуя своё неудавшееся «замужество». Тем более, что в поместье появляется Леннокс, поселившийся по соседству и приударивший на сей раз за Кейт, племянницей сквайра Бартлетта.
В результате последующих событий прошлое Анны Мур всё же вскрывается и сквайр Бартлетт выставляет несчастную женщину за дверь в то время, как на улице бушует метель. Девушка перед уходом всё же успевает сказать пару слов в свою защиту и бросает слова гнева и обличения в адрес приглашённого в дом негодяя Сандерсона, прямо указывая на него как на совратителя и отца, бросившего своего ещё не рождённого ребёнка. Анна бежит прочь в разбушевавшуюся непогоду, не замечая ничего перед глазами. Добежав до реки и обессилев, она падает на лёд без чувств. На реке тем временем начинается движение льда и льдина с Анной Мур движется в направлении к водопаду. Влюблённый в Анну Дэвид, бросившийся вслед за ней на поиски, приходит вовремя на помощь и спасает возлюбленную буквально за минуту до гибели.
В финале сквайр Бартлетт просит прощения у Анны, негодяй Сандерсон посрамлён и изгнан, а влюблённые женятся.

## В ролях
- Генри Фонда — Дэвид Бартлетт
- Спринг Байинтон — миссис Луиза Бартлетт
- Рошелль Хадсон — Анна Мур
- Слим Саммервилл — констебль Сет Холкомб
- Эдвард Тревор — Леннокс Сандерсон
- Маргарет Хэмилтон — Марта Перкинс
- Расселл Симпсон — сквайр Амаса Бартлетт
- Энди Дивайн — Холлер
- Астрид Эллвин — Кейт
- Сара Хейден — Корделия Пибоди
- Гарри К. Брэдли — мистер Пибоди
- Клем Беванс — Док Виггин
- Кей Хэммонд — миссис Эмма Стэкпол